# Église Saint-Pierre de Tourtirac
Pour les articles homonymes, voir Église Saint-Pierre.
L'église Saint-Pierre est une église catholique située sur le territoire de la commune de Gardegan-et-Tourtirac, dans le département de la Gironde, en France.

## Localisation
L'église se trouve dans le lieu-dit de Les Faures, au bout d'une route vicinale, sur la route départementale D123.

## Description et historique
L’église Saint-Pierre aux Liens (ou ès Liens) était fortifiée au XIIe siècle.
Sa façade présente une porte à quatre voussures flanquée de deux portes feintes et d’une corniche à dents de scie.
L’abside en cul-de-four est séparée de la nef par une arcade en plein cintre.
Une autre arcade soutient une voûte semi-sphérique dominée par un clocher carré.
L'escalier qui monte au clocher part d'environ trois mètres du sol, qui en facilitait la défense de l'église.
La nef est couverte par une voûte du XIXe siècle.
L’église a été dégradée et partiellement brûlée lors des guerres de religion. Elle a été restaurée et dédiée en 1607.
Le presbytère a été détruit après la Révolution. Le linteau de sa porte (dont la trace est visible sur le flanc sud) est conservé au fond de l’église, attestant sa construction par le curé Jean Irondius de Podio entre 1670 et 1674.
L'église est inscrit au titre des monuments historiques par arrêté du 21 novembre 1925.

## Galerie de photos

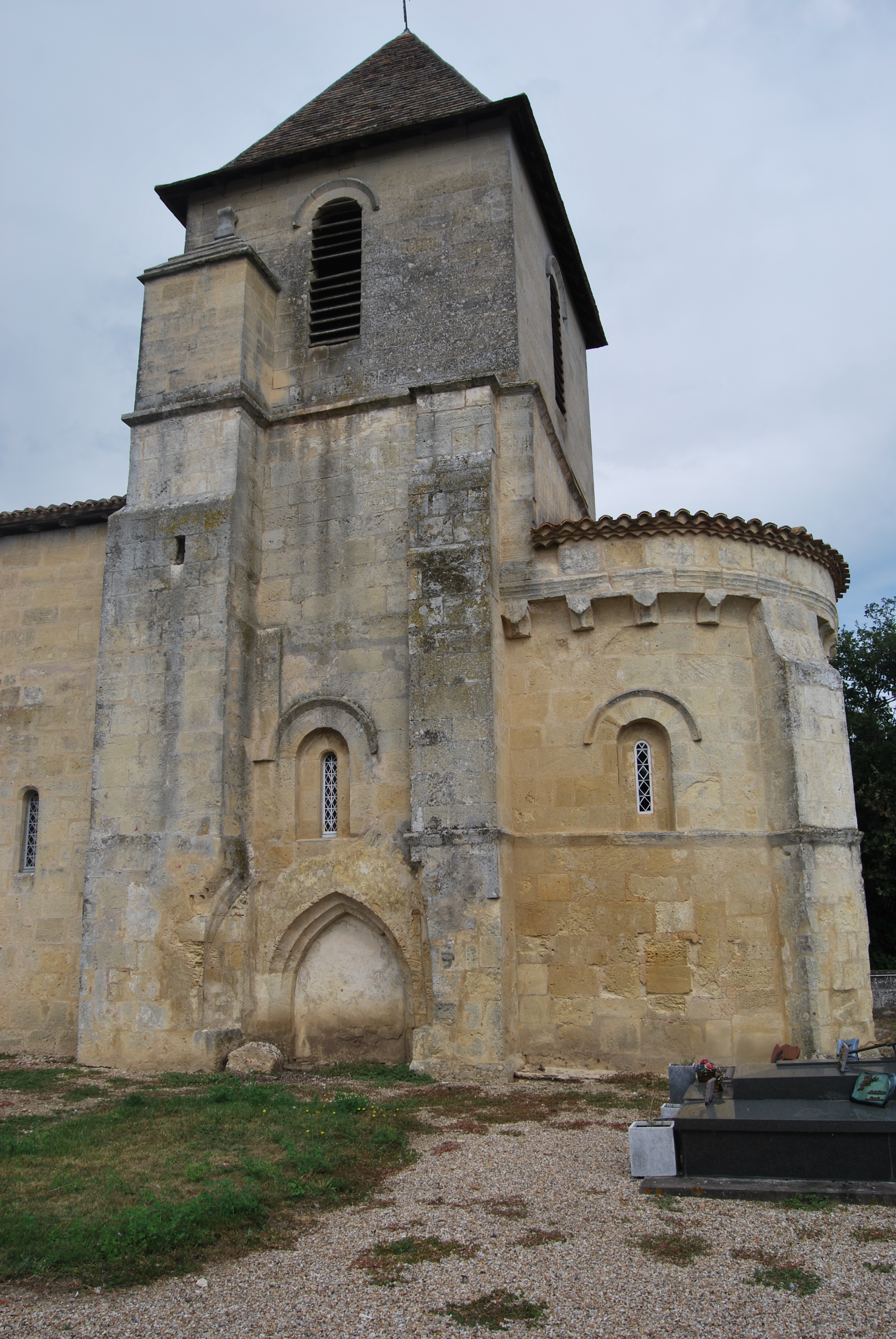
Façades Sud-Est
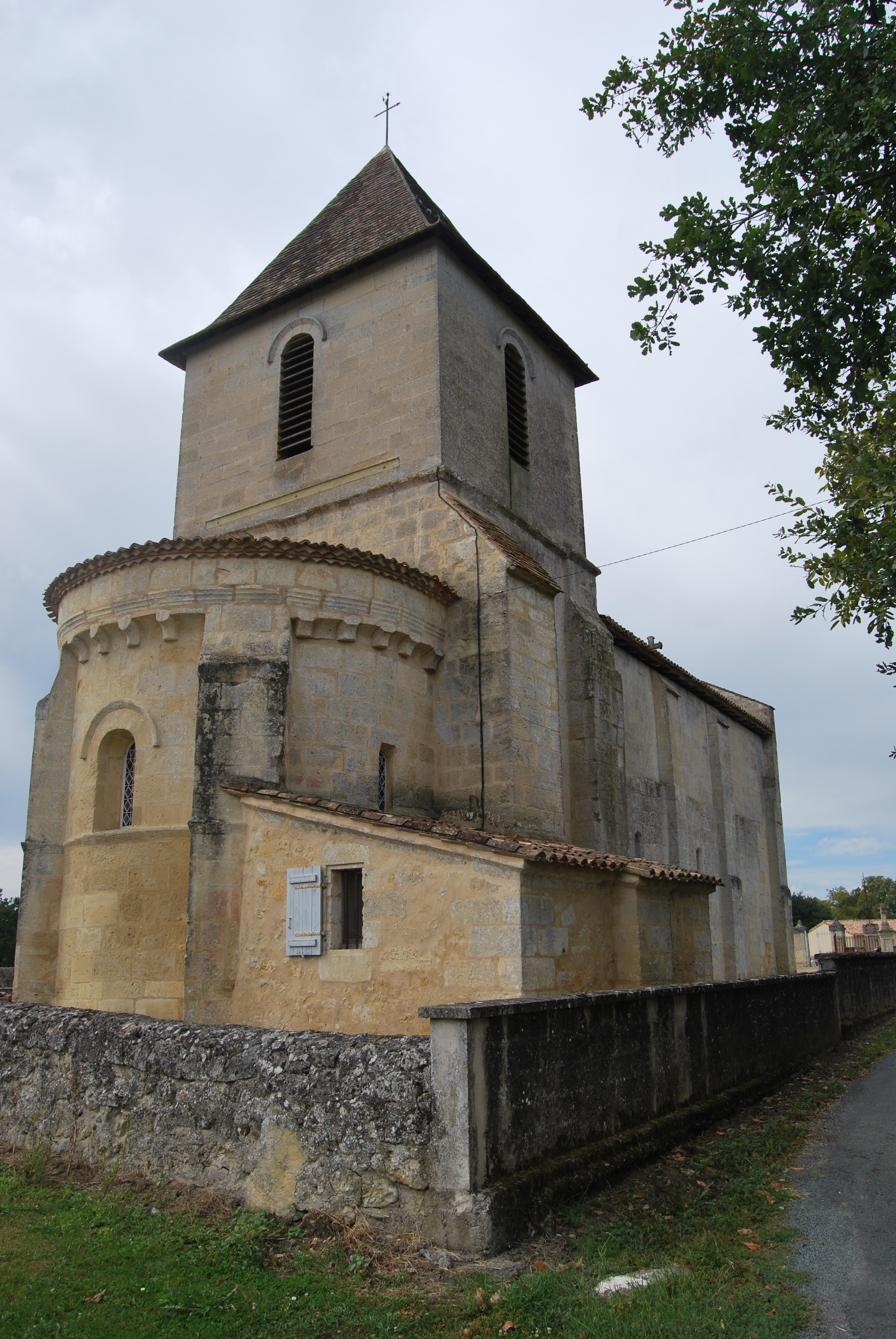
Façades Nord-Est
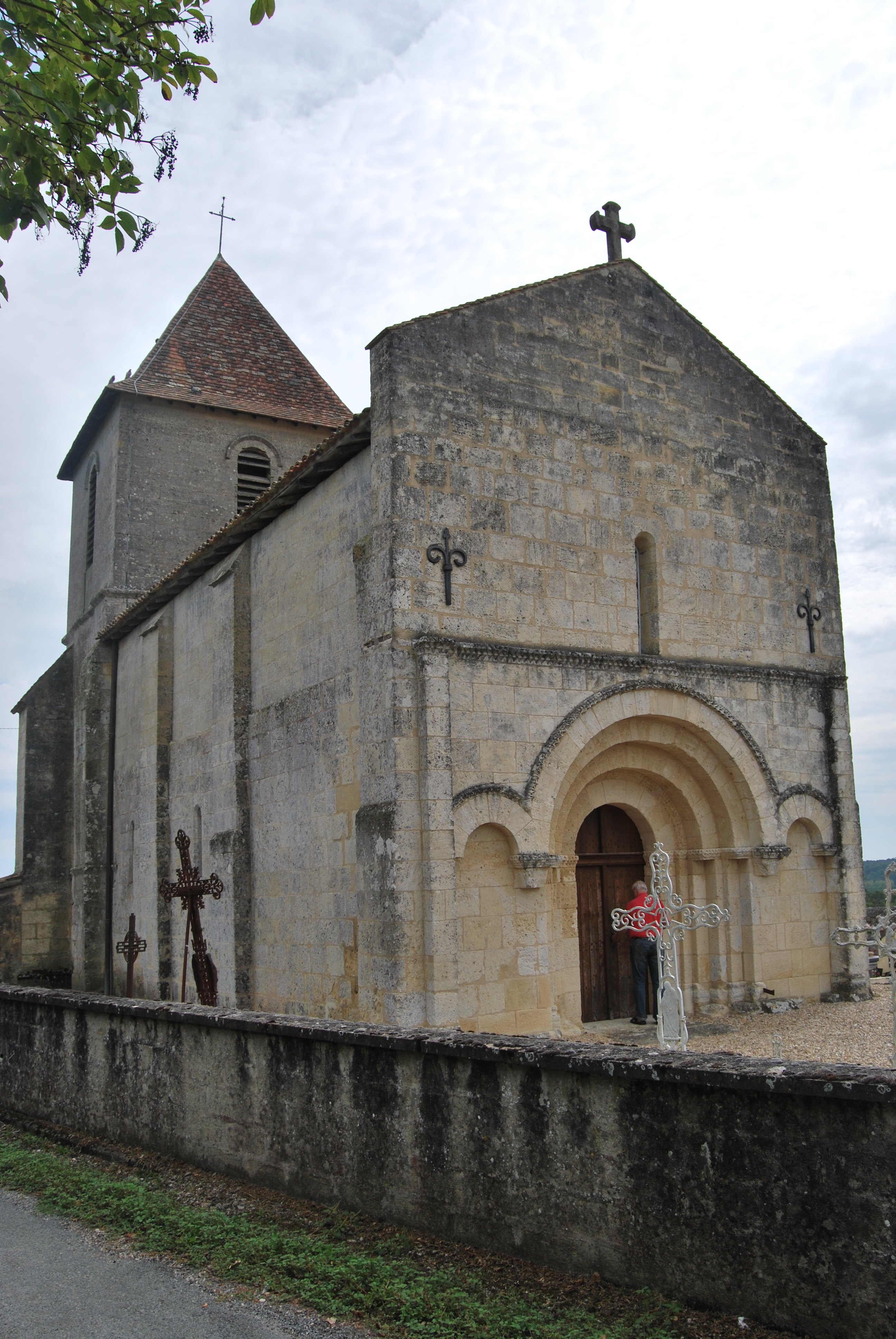
Façades Sud-Ouest
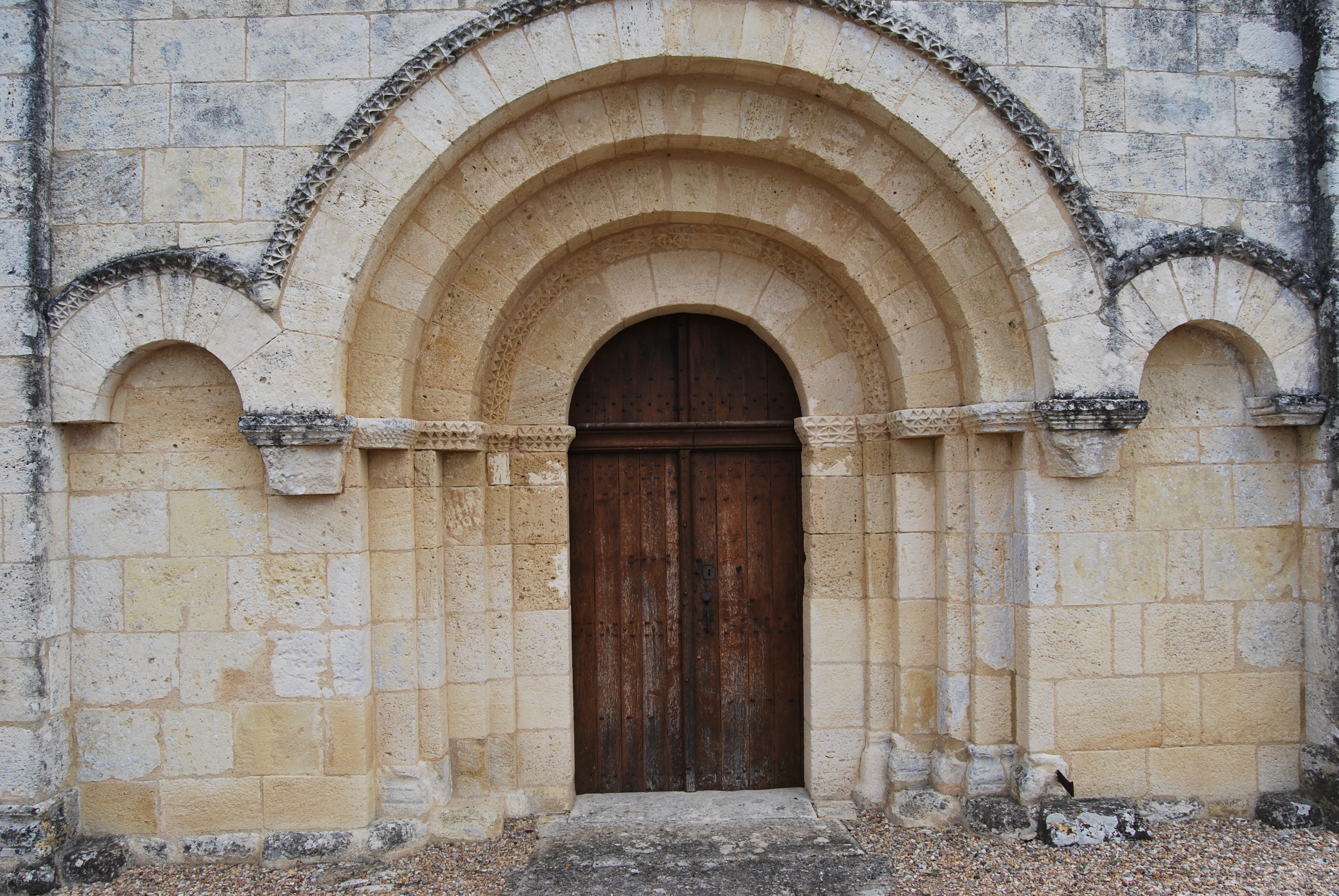
Portail